# Université de Thiès
L'université Iba-Der-Thiam de Thiès (UT) est une université publique située à Thiès, dans l'ouest du Sénégal.

## Historique
L'université de Thiès a été fondée en 2007

## Recteurs
| Recteur                    | Début de mandat | Fin de Mandat |
| -------------------------- | --------------- | ------------- |
| Pape Ibra Samb             | 2007            | Octobre 2010  |
| Cheikh Saad-Bouh Boye      | Octobre 2010    | Avril 2013    |
| Baydalaye KANE             | Avril 2013      | Juillet 2014  |
| Mactar Mour Seck           | Juillet 2014    | Décembre 2017 |
| Ramatoulaye Diagne Mbengue | Décembre 2017   |               |

### Formation
L'université est composée de quatre UFR, de deux instituts et d'une école :

## Unités de formation et de recherche

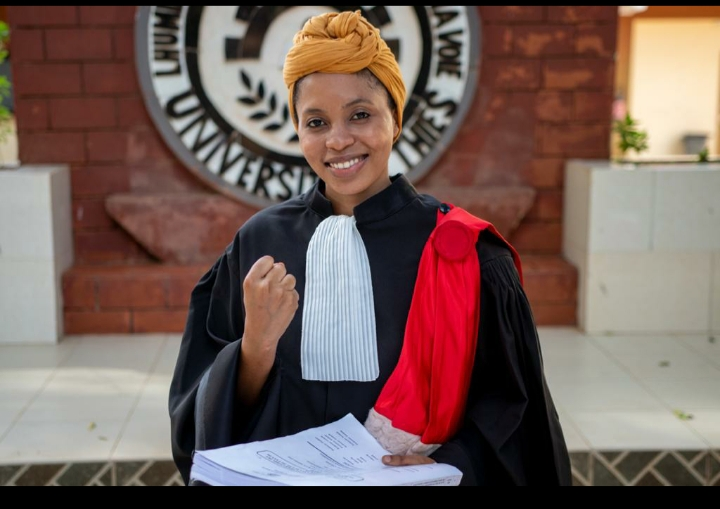
Étudiante en Sciences de la Santé

- UFR Sciences Economiques et Sociales
- UFR Sciences de l’Ingénieur
- UFR Sciences de la Santé
- UFR Sciences et Technologie

## Instituts
- Institut Supérieur de Formation Agricole et Rurale
- Institut Universitaire de Technologie

## École
- École Nationale Supérieure d’Agriculture.

## Admission[3]
L’admission à une formation est très concurrentielle ; la satisfaction aux conditions d’admission est exigée. 

## Organes de gouvernance
- le Conseil d’administration : l’instance de définition et de validation des orientations stratégiques de l’Université.
- le Conseil académique : l’instance de définition des orientations pédagogiques et scientifiques.

## Commissions
- la Commission des Études et de la Vie Universitaire (CEVU),
- la Commission de la Recherche, de l’innovation et de la Coopération (CRIC),
- la Commission Technologie de l’Information et de la Communication pour l’Enseignement (TICE),
- la Commission Insertion et Services  à la Société (CISS),
- la Commission Assurance Qualité,
- la Commission Suivi-Évaluation,
- la Commission Pôles Technologiques et Incubateurs,
- les Conseils d’établissements et conseils pédagogiques des écoles, UFR et instituts.

## Services de gestion
L’université de Thiès s’est dotée de services centraux de gestion administrative et pédagogique, à savoir :
- Secrétariat général,
- Direction des ressources humaines et de la formation,
- Direction des affaires financières,
- Direction des études, de pédagogie et de la vie universitaire,
- Direction de la recherche,
- Direction de la coopération internationale,
- Direction de la Bibliothèque centrale,
- Direction des services aux étudiants,
- Direction de la communication,
- Direction de l’insertion et des relations avec les entreprises,
- Direction des Systèmes d'Information,
- Direction du domaine.

### Coopérations[4]
Les coopérations se définissent sur les plans national, sous-régional et international.
L'université de Thiès est membre de diverses institutions (AUF, CAMES, REESAO, CRUFAOCI, ONUDI-Innovation), ainsi que des organisations et programmes suivants :
- International Network for Engineering Education and Research ;
- American Society for Engineering Education ;
- Conseil international pour la science,
- Programme cadre national de coopération technique de l’Agence internationale de l'énergie atomique,
- Projet stratégique du CIRAD.

### Projet d'extension[5]
L'État du Sénégal, par le biais du Programme de gouvernance et de financement de l’enseignement supérieur (PGF-SUP), a financé un programme d'extension de l'université de Thiès d'un montant de 6,9 milliards de FCFA (près de 10,5 millions d'euros). Ces infrastructures seront construites sur une superficie de près 60 hectares et vont comprendre un campus pédagogique (une bibliothèque, un centre de conférences, un auditorium), un bloc administratif et un pôle technologique.
Les travaux, d’une durée de 20 mois, vont consister à élargir le campus social de l’université de Thiès et à doter l’établissement d’un complexe sportif et d’un bâtiment réservé aux œuvres universitaires.
Un centre commercial et centre d’expression culturelle dénommée « la maison de l’étudiant » font partie des infrastructures à construire.